# Liste der Mitglieder des Landtages (Freistaat Schaumburg-Lippe) (5. Wahlperiode)
Diese Liste gibt einen Überblick über alle Mitglieder des Landtages des Freistaates Schaumburg-Lippe in der 5. Wahlperiode (1931 bis 1933).
- Wilhelm Behrens, SPD (eingetreten 1931 für Abg. Heinrich Lorenz)
- Heinrich Bövers, DStP (eingetreten 1931 für Abg. Rudolf Bretthauer)
- Rudolf Bretthauer, DStP (ausgeschieden 1931)
- Albrecht Büsing, DVP
- Richard Dreier, NSDAP
- Otto Dunse, NSDAP (ausgeschieden am 14. August 1931)
- Heinrich Kapmeier, SPD (ausgeschieden 1931)
- Ernst Koller, DNVP
- Marie Kreft, SPD
- Wilhelm Kuhlmann, SPD (eingetreten 1931 für Abg. Heinrich Kapmeier)
- Erwin Loitsch, SPD
- Heinrich Lorenz, SPD (ausgeschieden 1931)
- Adolf Manns, NSDAP (eingetreten 1931 für Abg. Wilhelm Meyer)
- Karl Meier, KPD
- Friedrich Mensching, NSDAP
- Wilhelm Meyer, NSDAP (eingetreten im August 1931 für Abg. Otto Dunse, ausgeschieden am 14. Oktober 1931)
- Heinrich Ohlhorst, SPD
- Franz Reuther, SPD
- Eberhard Schade, NSDAP
- Friedrich Schirmer, SPD